# بيث كلارك
بيث كلارك (بالإنجليزية: Beth Clark)‏ (26 مايو 1972 - ) هي لاعبة كرة قدم نيوزلندية في مركز الدفاع. شاركت مع منتخب نيوزيلندا الوطني لكرة القدم للنساء.